# Liste der Nummer-eins-Hits in Schweden (1986)
Diese Liste enthält alle Nummer-eins-Hits in Schweden im Jahr 1986. Es gab in diesem Jahr zehn Nummer-eins-Singles und acht Nummer-eins-Alben.
| Singles | Alben |
| --- | --- |
| - a-ha – Take on Me - 6 Wochen (29. November 1985 – 7. Januar 1986) - Lionel Richie – Say You, Say Me - 8 Wochen (8. Januar – 4. März) - Modern Talking – Brother Louie - 6 Wochen (5. März – 15. April) - Style – Dover-Calais - 6 Wochen (16. April – 27. Mai) - Europe – The Final Countdown - 6 Wochen (28. Mai – 8. Juli) - Samantha Fox – Touch Me (I Want Your Body) - 7 Wochen (9. Juli – 26. August) - Samantha Fox – Do Ya Do Ya (Wanna Please Me) - 2 Wochen (27. August – 9. September) - Peter Cetera – Glory of Love - 2 Wochen (10. September – 23. September) - Magnus Uggla – Joey Killer - 8 Wochen (24. September – 18. November) - Agnetha Fältskog & Ola Håkansson – The Way You Are - 6 Wochen (19. November 1986 – 13. Januar 1987) | - Ulf Lundell – Den vassa eggen - 8 Wochen (15. November 1986 – 7. Januar 1987) - a-ha – Hunting High and Low - 2 Wochen (8. Januar – 21. Januar) - Dire Straits – Brothers in Arms - 6 Wochen (22. Januar – 4. März, insgesamt 22 Wochen; → 1985) - Jennifer Rush – Movin’ - 2 Wochen (5. März – 18. März) - Whitney Houston – Whitney Houston - 12 Wochen (19. März – 10. Juni) - Europe – The Final Countdown - 4 Wochen (11. Juni – 8. Juli) - Eurythmics – Revenge - 15 Wochen (9. Juli – 21. Oktober) - Magnus Uggla – Den döende dandyn - 14 Wochen (22. Oktober 1986 – 27. Januar 1987) |